# Lalande-de-Pomerol
Lalande-de-Pomerol is een gemeente in het Franse departement Gironde (regio Nouvelle-Aquitaine). De plaats maakt deel uit van het arrondissement Libourne. Lalande-de-Pomerol telde op 1 januari 2022 631 inwoners.

## De streek
Lalande-de-Pomerol is een kleine wijnstreek. De gemeente wordt door het riviertje de Barbanne in het zuiden gescheiden van de meer bekende wijnstreek Pomerol. De prijzen van een Lalande-de-Pomerol liggen in het algemeen beduidend lager dan de prijzen van een exclusieve Pomerol, die in een enkel geval op kunnen lopen tot boven de € 1000. De prijzen van een Lalande zijn reëler en liggen typisch tussen de 10-50 euro. Opmerkelijk genoeg is Pomerol van oorsprong een dochtervestiging van de hospitaalridders van Lalande-de-Pomerol. De precepter van Lalande werd gesticht aan het begin van de 12e eeuw onder toezicht van de vicecount Pierre van Castillon, terwijl Pomerol aan het eind van de 12e eeuw daaruit voortgevloeid is. De oorspronkelijke schenkingsakte waaruit Lalande-de-Pomerol is ontstaan, bevindt zich in het archief van Haute-Garonne te Toulouse.

## Geografie
De oppervlakte van Lalande-de-Pomerol bedroeg op 1 januari 2022 8,25 vierkante kilometer; de bevolkingsdichtheid was toen 76,5 inwoners per km².

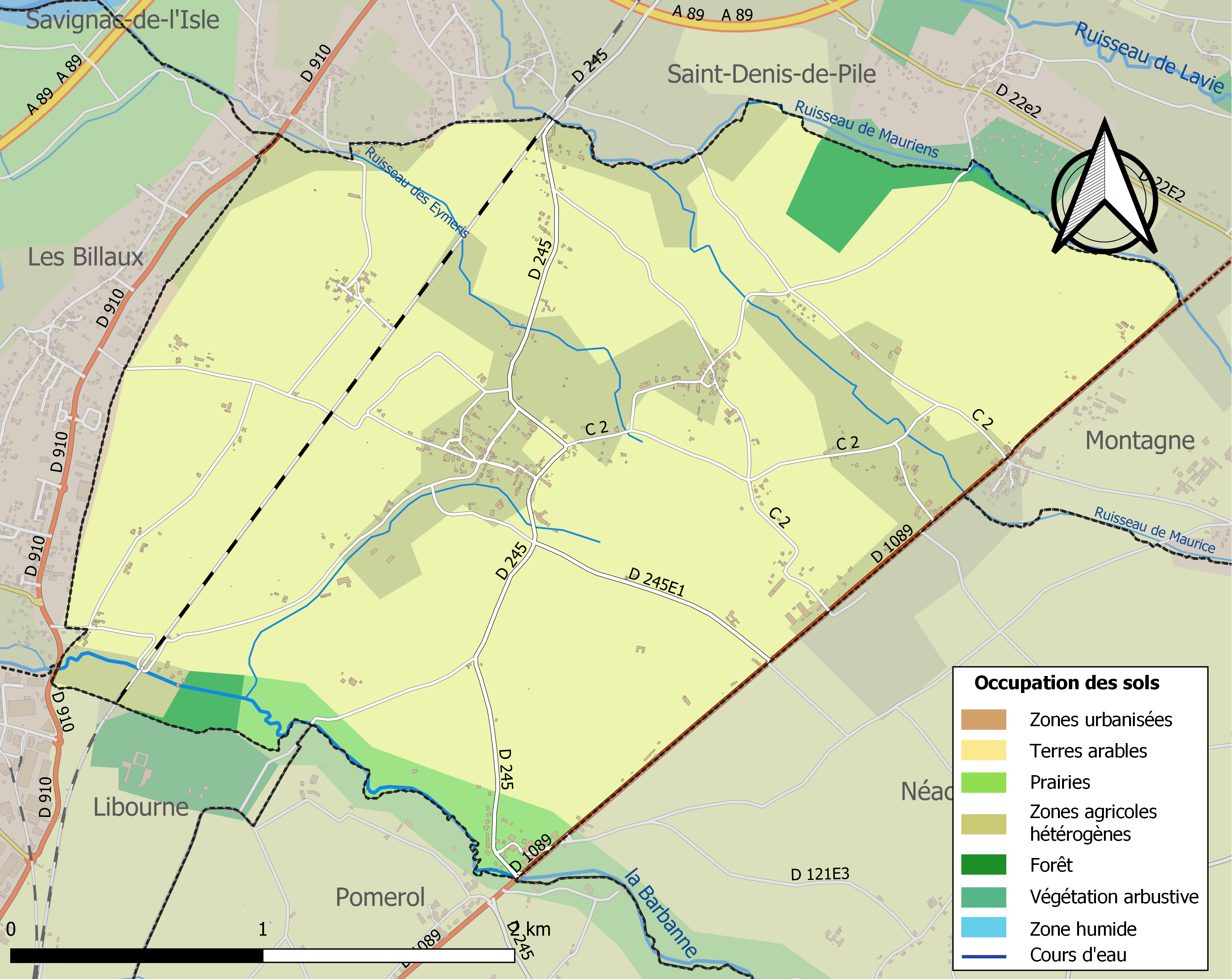
Kaart van de gemeente met belangrijkste infrastructuur, bodemgebruik en omliggende gemeenten

## Demografie
Onderstaande figuur toont het verloop van het inwonertal (bron: INSEE-tellingen).